# Rivière-Salée
Rivière-Salée è un comune francese di 13.179 abitanti situato nel dipartimento d'oltre mare della Martinica.